# 卡斯特莱奥内
卡斯特莱奥内（義大利語：Castelleone），是意大利克雷莫纳省的一个市镇。总面积45平方公里，人口9610人，人口密度213.6人/平方公里（2009年）。国家统计（ISTAT）代码为019025。